# Tscherniw
Tscherniw (ukrainisch Чернів; russisch Чернев/Tschernew, polnisch Czerniów) ist ein Dorf in der Oblast Iwano-Frankiwsk (Ukraine) westlich des Flusses Swirsch gelegen.
Am 27. Juli 2018 wurde das Dorf ein Teil der neugegründeten Siedlungsgemeinde Bukatschiwzi (Букачівська селищна громада/Bukatschiwska selyschtschna hromada), bis dahin bildete es die gleichnamige Landratsgemeinde.
Am 12. Juni 2020 wurde das Dorf ein Teil des Rajons Iwano-Frankiwsk; bis dahin war er ein Teil des Rajons Rohatyn.
Das Dorf wurde 1545 zum ersten Mal schriftlich erwähnt und gehörte von 1772 bis 1918 zum österreichischen Galizien. Nach dem Ende des Ersten Weltkrieges kam er als Czerniów zu Polen und wurde im Zweiten Weltkrieg erst von der Sowjetunion und ab 1941 bis 1944 von Deutschland besetzt.
1945 kam das Dorf wiederum zur Sowjetunion, dort wurde sie Teil der Ukrainischen SSR und ist seit 1991 ein Teil der heutigen Ukraine.
Seit 1866 hat das Dorf mit der nördlich des eigentlichen Ortes gelegenen Eisenbahnstation einen Anschluss an die heutige Bahnstrecke Lwiw–Tscherniwzi.